# 岩山镇
岩山镇，是中华人民共和国湖南省邵陽市洞口县下辖的一个乡镇级行政单位。

## 行政区划
岩山镇下辖以下地区：
菱角村、青桥村、桐叶村、扮溪村、石仁村、雷井村、寨背村、南岳村、东田村、月塘村、长山村、岩山村、茶山村、朝阳村、郭家村、斗山村、兴龙村、双龙村和金兴村。